# El intercambio simbólico y la muerte
El intercambio simbólico y la muerte (en francés: L'échange symbolique et la mort) es un libro publicado en febrero de 1976 por el sociólogo francés Jean Baudrillard.
En la contratapa de la edición en castellano de 1980 de Monte Ávila Editores se lee la siguiente leyenda, tomada de su edición original en francés:

A diferencia de las sociedades primitivas tradicionales, no hay intercambio simbólico a nivel de sociedades modernas más que como forma organizativa. Es quizá por ello que lo simbólico les preocupa como su propia muerte, como una exigencia obstruida por la ley del valor.

Más allá de todas las economías, políticas o libidinales, se perfila desde ahora a nuestros ojos el esquema de una relación social fundamentada en la exterminación del valor, cuyo modelo se remite a las formaciones primitivas, pero cuya utopía radical comienza a explotar lentamente a todos los niveles de nuestra sociedad: es el esquema que intenta analizar este libro a partir de registros tan diversos como el trabajo, la moda, el cuerpo, la muerte el lenguaje poético. Todos estos registros elevan aún hoy disciplinas instituidas que aquí son recogidas y analizadas como modelos de simulación.